# USS Thomas Jefferson (SSN-618)
USS Thomas Jefferson (SSBN/SSN-618) – piąty w kolejności budowy amerykański okręt podwodny z napędem jądrowym typu Ethan Allen. W latach 1963–1981 jako SSBN-618 przenoszący pociski balistyczne SLBM typu Polaris A-2, następnie Polaris A-3, w ramach systemu rakietowego Polaris-Poseidon. 3 marca 1981 roku, został wycofany z systemu strategicznego odstraszania nuklearnego i przeklasyfikowany na okręt myśliwski (SSN-618). Służbę w marynarce amerykańskiej zakończył 1 lutego 1985 roku.